# Pierre Philippe (auteur)
Pour les articles homonymes, voir Pierre Philippe.
Pierre François Philippe, né le 12 novembre 1931 à Paris et mort le 20 décembre 2021 à Paris, est un scénariste, réalisateur, parolier et écrivain français.

## Biographie
D'origine populaire, le très jeune Pierre Philippe avait l'habitude d'accompagner ses parents pour assister à des spectacles de variétés, notamment à L'Européen dans le Paris de la fin des années 1930. Dès son plus jeune âge, le garçon a pu découvrir des grandes chanteuses réalistes comme Damia, Fréhel et même Tino Rossi, alors à ses débuts.
Après ses études secondaires, Pierre Philippe commence à travailler dès l'âge de 17 ans en réalisant des peintures et décorations de théâtre (de 1948 à 1958), pour La Compagnie des Ballets Modernes.
En 1956, le jeune homme devient journaliste pour la revue Cinéma. Puis, en 1961, il intègre le Service de la recherche de la RTF où il fait ses premières armes, notamment en co-réalisant avec Gérard Patris le documentaire Des peintres et du cinéma, qui fut diffusé sur la première chaîne de l'ORTF l'année suivante.
Spécialiste et amoureux du septième art, notamment du « cinéma bis » (films d'épouvante ou de science-fiction à l'époque peu estimés par les critiques), il réalise lui-même deux courts métrages : La Bonne Dame en 1966, et La Méridienne en 1967. Puis, en 1969, il tourne le long métrage Midi Minuit, avec le désir de bouleverser les codes du cinéma fantastique,. Tourné dans la garrigue des Baux-de-Provence,,, Midi Minuit est aujourd'hui devenu un film « culte »,.
Durant les années 1970, Pierre Philippe se tourne vers la télévision, en privilégiant les émissions théâtrales ou culturelles, notamment lorsqu'il travaille avec la compositrice et chanteuse Hélène Martin. Puis il devient ami avec la productrice Daisy de Galard, en apportant son concours à la douzaine de magazines qu'elle dirige. Il participe notamment à l'élaboration de plusieurs épisodes de l'émission Dim Dam Dom.
À la même époque, il travaille aussi comme simple dialoguiste pour des réalisateurs comme Pierre Kalfon (OSS 117 prend des vacances en 1970), mais officie également en tant que dialoguiste ou co-scénariste pour Jean-Claude Brialy (L'Oiseau rare en 1973), Roger Coggio (Les Noces de porcelaine en 1975), Pascal Vidal (On efface tout en 1979) et Christophe Barratier (Faubourg 36 en 2008),. Il collabore avec des artistes aussi différents que Jean-Marie Périer, François Reichenbach, Daniel Schmid, Jean-Michel Barjol et a fait travailler des personnalités comme Carlos Diegues.
En 1977, il entame une riche collaboration avec la Cinémathèque Gaumont en réalisant le documentaire Il y a 60 ans, Judex…,. Puis il participe à la réalisation des émissions Le Grand Album et Cinémalices pour Antenne 2, à partir de montages d'actualités cinématographiques, d'extraits de films muets, burlesques et feuilletons datant des débuts de l'histoire du cinéma,. C'est à la même époque qu'au cours d'un dîner avec le cinéaste Daniel Schmid, il accepte par amitié de faire quelques adaptations de textes de Fassbinder pour la chanteuse et actrice Ingrid Caven lors d'un récital qu'elle donne au Pigall's à Paris. Cette première collaboration marque les débuts d'une longue carrière en tant que parolier pour plusieurs interprètes dont les plus célèbres sont Jean Guidoni et Juliette.
Proche de la communauté gay et amateur de nu masculin, l'auteur de la chanson Viril écrit et met en scène plusieurs pièces de théâtre telles que Peau d'âme (1981), Salle obscure (1984) et Arrêt imminent, dernière station (1990) qui évoque les ravages de l'épidémie du sida.
Parallèlement, il crée avec Pierre Miquel la série documentaire Nos Ancêtres les Français, qui est diffusée en 1982 sur Antenne 2 dans Les Dossiers de l'écran, et dont le premier volet est consacré au music-hall. En plus de l'épisode Le Music-Hall, il réalise L'école, Le rail et La mode. Cette émission donnera même lieu à un livre richement illustré de photographies, publié la même année par l'éditeur Olivier Orban.
En 1984, le cinéaste tourne Angkor, la gloire et l'oubli, un nouveau long métrage documentaire diffusé en septembre 1985 sur FR3. Puis il réalise Les Mille et une marguerites (1986), un long métrage fêtant le quatre-vingt dixième anniversaire de Gaumont. L'année suivante, il évoque la ville de Bordeaux à travers des images d'archives dans Bordeaux, le cinéma pour mémoire, un moyen métrage de 60 minutes produit par Pathé, puis fait publier son premier roman La Passion Selon Peter qui paraît en 1988 aux éditions Sylvie Messinger.
À partir de l'année 1987, il est recruté en tant qu'archiviste par la société Gaumont pour valoriser son catalogue ; sa mission consistant à identifier, rechercher et sauvegarder les précieuses archives de la firme,. Avec Jean-Louis Bompoint, il participe en 1990 à la restauration de L'Atalante de Jean Vigo, en utilisant les copies existantes, morceaux de pellicules, notes manuscrites et scènes inédites,,. Il a également restauré plusieurs autres films anciens comme L'Enfant de Paris (1913) de Léonce Perret ou Fantômas (1913) de Louis Feuillade.
Il a élaboré de nombreux documentaires constitués de montages d'archives et en 1990, il commence une nouvelle série historique en 10 épisodes intitulée Notre Siècle. L'intégralité de la série a été réunie au sein d'un coffret 10 DVD en 2009. À l'occasion du Centenaire du cinéma en 1995, il réalise G comme Gaumont, un long métrage à base d'images d'archives.
Habitué des salles de music-hall depuis l'enfance, ce fin connaisseur des interprètes de la chanson française des premières décennies du XXe siècle, a écrit et réalisé Le Roman du music-hall pour la chaîne Arte en 1993,. Il récidive en 2019 en réalisant Le Grand Roman du music-hall diffusé sur la chaîne Histoire, d'après des images puisées dans les archives de la société Les Cinémas Pathé Gaumont.
Puis il se met à travailler plus régulièrement pour Arte à partir de la fin des années 1990. Avec la collaboration de Pierre-André Boutang et Pierre Daix, il écrit et réalise le documentaire en trois parties Treize Journées dans la vie de Pablo Picasso diffusé en 1999. Passionné d'art et d'histoire, il va créer par la suite de nombreux autres documentaires pour la même chaîne entre 2001 et 2004, notamment sur l'empereur Napoléon et sur de grands créateurs comme Coco Chanel, Jacques Tati, Jean Cocteau et Raymond Radiguet.
En 2003, il fait publier aux éditions Grasset le roman autobiographique L'Air et la Chanson,, qui mêle artistes réels et personnages imaginaires.
Pierre Philippe meurt dans la nuit du 19 au 20 décembre 2021,. La cérémonie de crémation a eu lieu au crématorium du Père Lachaise le 10 janvier 2022[réf. nécessaire], et l'inhumation au columbarium du cimetière communal de St Ouen s'est déroulée le 11 janvier 2022[réf. nécessaire].

## Auteur de chansons
En tant que parolier, il a écrit de nombreuses chansons pour des interprètes comme Ingrid Caven, Jean Guidoni ou Juliette. Ses timides débuts en tant qu'auteur pour Ingrid Caven en 1977, (pour laquelle il a adapté trois textes allemands signés par le réalisateur Rainer Werner Fassbinder : Acné vulgaris, Le bel amour et Carnaval), sont une véritable révélation pour Jean Guidoni qui découvre le spectacle de la chanteuse au cabaret Le Pigall's à Paris en 1978,,. Ce dernier demande alors au parolier de lui écrire la quasi totalité de son répertoire d'alors (de 1980 à 1985), et relance ainsi sa carrière dans la chanson française grâce à des spectacles très théâtralisés. Les deux créateurs ont conçu ensemble quatre albums emblématiques : Je marche dans les villes (qui obtient le grand prix de l'Académie Charles-Cros en 1981), Crime passionnel (qui se voit décerner le grand prix du Disque Audiovisuel Européen), Le rouge et le rose et Putains,.
Vers 1984, Astor Piazzolla (qui avait composé la musique de Crime passionnel) a le désir de créer un opéra en hommage au chanteur de tango Carlos Gardel. Il confie la réalisation du livret à son ami Pierre Philippe qui en entreprend l'écriture, dont il ne reste aujourd'hui que trois textes achevés, mais la mort empêche le grand bandonéoniste de faire aboutir ce projet,.
Après s'être brouillé avec Jean Guidoni en 1985, il contribue à faire connaître le jeune Gerio Schubach, pour qui il écrit les paroles du single Tumba. Puis il entreprend plusieurs projets avortés avec les chanteuses Brigitte Sauvane, Diane Dufresne, et Hélène Delavault.
Au début des années 1990, Pierre Philippe devient le principal parolier de la chanteuse Juliette Noureddine,. Leur collaboration donne naissance à deux albums studio : Irrésistible en 1993, et Rimes féminines en 1996. En 1997, à la Manufacture des œillets d'Ivry-sur-Seine, il va voir un récital de Jean Guidoni, avec lequel il renoue alors pour créer le spectacle Fin de Siècle en avril 1999 au théâtre Sylvia Monfort. C'est lors de ce concert que Pierre Philippe a déclaré : « Les chansons, ça s'écrit avec des tas de choses, un dictionnaire de rimes, dix doigts pour compter les pieds et aussi des images, des tas d'images. On ouvre un grand cahier vierge et on commence par y coller ces images-là. Après les chansons viennent toutes seules s'y intercaler. Facile comme tout. Alors on appelle les amis musiciens, on leur montre le livre d'images et les notes arrivent - aussi - presque toutes seules. Enfin, moi, c'est comme ça que je procède. »
En cette même année 1999, il crée les paroles de quatre titres (dont Photo de classe et Z-yeux gris) pour le spectacle Un Homme de René Ripert, donné au théâtre des Déchargeurs. Il écrit aussi La Supplique de Tantale destinée à la chanteuse Lou Saintagne (qui fait souvent les premières parties des spectacles de Jean Guidoni), puis devient conseiller artistique de Sylvie Vartan à l'occasion d'un Century Medley, pot-pourri de vieilles rengaines qu'elle reprend dans son spectacle Tour de siècle pour sa rentrée à l'Olympia.
En 2000, Jean Guidoni et Pierre Philippe décident de faire une reprise de Crime Passionnel dans une version plus acoustique, qu'ils proposent au public du Cabaret Sauvage. Cet « opéra pour un homme seul » d'Astor Piazzolla sera adapté l'année suivante en anglais par Alyssa Landry et chanté par Jérôme Pradon lors de représentations à Londres et au Festival d'Édimbourg.
En 2004, un recueil intitulé Le Rouge, le Rose, comprenant la quasi totalité des textes de ses chansons, est publié aux éditions Christian Pirot, avec de nombreux inédits,.

## Héritage artistique
On retrouve la figure de Pierre Philippe sous la forme d'un personnage de cinéaste érudit, nommé André B. dans Leïlah Mahi 1932 (2015), un essai en forme d'enquête de Didier Blonde, où il est décrit comme un « ogre » qui corrige ses manuscrits en dévorant des huîtres à la brasserie Wepler dans le 18e arrondissement de Paris.
Quelques années auparavant, le chanteur Jean Guidoni filait déjà une métaphore très similaire dans son propre roman autobiographique Chanter n'est pas jouer (2003), lorsqu'il évoquait son ancien parolier en le qualifiant d'« énorme monsieur en noir ».

## Théâtre

### Metteur en scène
- 1981 : Peau d'âme de Pierre Philippe, Théâtre Marie Stuart[27]
- 1984 : Salle obscure de Pierre Philippe, Théâtre Renaud-Barrault (Petit Rond-Point)[87]
- 1990 : Arrêt imminent, dernière station de Pierre Philippe, Café de la danse[88]

## Filmographie
Sauf indication contraire ou complémentaire, les informations ci-dessous proviennent essentiellement de l'ouvrage Encyclopedia of French Film Directors de Philippe Rège, des bases de données de l'IMDb, Allociné et de la plateforme de recherche et d'information du Film Documentaire.

### Réalisateur

#### Courts et moyens métrages
- 1966 : La Bonne Dame (court métrage de fiction fantastique avec Valeska Gert)
- 1967 : La Méridienne (court métrage de fiction onirique)[91]
- 1987 : Bordeaux, le cinéma pour mémoire (documentaire)
- 1990 : Notre Siècle (documentaire en 10 épisodes)
- 1996 : Coups de fil (court métrage documentaire)[92]
- 1996 : La Fée électricité (court métrage documentaire)[93]
- 2009 : Jean Durand 1882-1946 (documentaire)
- 2014 : De Sarajevo à Versailles (documentaire)

#### Longs métrages
- 1970 : Midi Minuit (film tourné en 1969)
- 1986 : Les Mille et une marguerites (documentaire)
- 1995 : G comme Gaumont (documentaire)

#### Télévision
- 1968 : Dim Dam Dom (épisode : Yvonne Ménard après les Folies)
- 1969 : Dim Dam Dom (épisode : Un Michel-Ange en jupon)
- 1970 : Dim Dam Dom (épisode : Ginette Leclerc)
- 1970 : Dim Dam Dom (épisode : Portrait Charles Trenet)
- 1971 : Dim Dam Dom (épisode : Frede)
- 1971 : Dim Dam Dom (épisode : Rio sur scène)
- 1972 : Les Humoristes (téléfilm)
- 1972 : Antonin Artaud : Homme-Théâtre (documentaire)
- 1972 : Plain-Chant (épisode 12 : Jules Supervielle: entre ciel et terre)
- 1974 : Plain-Chant (épisode 17 : Walt Whitman: Feuilles d'herbe)
- 1974 : Plain-Chant (épisode 18 : Paul Géraldy: Toi et moi)
- 1975 : Plain-Chant (épisode 20 : Bertolt Brecht: Chanter Brecht)
- 1977 : Le Musée imaginaire (épisode : Le Musée imaginaire d'Eugène Ionesco)
- 1982 : Nos Ancêtres les Français (épisodes : L'École, Le Rail, Le Music-Hall et La Mode)
- 1985 : Angkor, la gloire et l'oubli (documentaire)
- 1988 : La Parisienne (documentaire)
- 1990 : Un Grand Soir (documentaire)
- 1991 : Une Soirée au Gaumont Palace (documentaire)
- 1993 : Le Roman du music-hall (documentaire)
- 1998 : Mai 68, l'exception française (documentaire)
- 1998 : Sixties - Les années 60 (documentaire)
- 1999 : René Clair : Le Regard Clair (documentaire)
- 1999 : Treize journées dans la vie de Pablo Picasso (documentaire co-réalisé avec Pierre-André Boutang et Pierre Daix)
- 2000 : Max, le roi du rire (documentaire)
- 2001 : Napoléon, adulation et aversion (documentaire)
- 2001 : Renée Saint-Cyr, profession : vedette (documentaire)
- 2002 : Best of Spécial 10 ans Arte (documentaire)
- 2002 : Louis Malle, un cinéaste français (documentaire)
- 2002 : Jacques Tati, le rire démocratique (documentaire)
- 2003 : Les "Minutes" de François Sentein (documentaire)
- 2003 : Chanel : la vie comme un roman (documentaire co-réalisé avec Pierre-André Boutang)
- 2003 : Radiguet - le météore (documentaire co-réalisé avec Pierre-André Boutang)
- 2003 : Aujourd'hui, Jean Cocteau : Jean Cocteau - Le phénix (documentaire co-réalisé avec Pierre-André Boutang)
- 2003 : Aujourd'hui, Jean Cocteau : Jean Cocteau - le passeur (documentaire co-réalisé avec Pierre-André Boutang)
- 2003 : Coco, Karl et les autres (documentaire)
- 2004 : Festival Dubillard (documentaire)
- 2006 : Accordéon, bandonéon (documentaire sur Marc Perrone et César Stroscio co-réalisé avec Pierre-André Boutang)[94]
- 2008 : Gérard Depardieu, une force qui va (documentaire co-réalisé avec Pierre-André Boutang)
- 2019 : Le Grand Roman du music-hall : 1re partie (documentaire)[95]
- 2020 : Le Grand Roman du music-hall : 2e partie (documentaire)[96]

### Scénariste
- 1966 : La Bonne Dame de Pierre Philippe
- 1970 : Midi Minuit de Pierre Philippe
- 1975 : Les noces de porcelaine de Roger Coggio
- 1979 : On efface tout de Pascal Vidal (co-scénariste)
- 1986 : Les Mille et une marguerites de Pierre Philippe
- 2002 : Jacques Tati, le rire démocratique de Pierre Philippe (Documentaire TV)
- 2003 : Jean Cocteau - Le phénix de Pierre Philippe et Pierre-André Boutang (Documentaire TV)

### Dialoguiste
- 1970 : Midi Minuit de Pierre Philippe
- 1970 : OSS 117 prend des vacances de Pierre Kalfon
- 1973 : L'Oiseau rare de Jean-Claude Brialy
- 1975 : Les noces de porcelaine de Roger Coggio
- 2008 : Faubourg 36 de Christophe Barratier

## Œuvre littéraire
- Midi Minuit, Dominique Leroy, 1972.
- La Passion selon Peter, Messinger, 1988.
- L'Air et la Chanson, Grasset, 2003.
- Le Rouge, le Rose, Christian Pirot, 2004.
- María Félix : la doña, Assouline, 2006.
- Le roman de l'Olympia, éditions du Toucan, 2009.
- Cinéactualités : Le grand zapping du XXe siècle, Omniscience/Gaumont Pathé Archives, 2009 (présentation en ligne).

## Vidéographie
Le premier long métrage Midi Minuit (1970) de Pierre Philippe a fait l'objet d'une édition remaniée en DVD au sein d'un ouvrage collectif intitulé Le cinéma fantastique en France, 1897-1982, publié par Scope en 2012. Ce livre est aujourd'hui épuisé.

#### Sur le cinéaste
- Jacques Grant, « Les Cinémalices de Pierre Philippe », Cinéma, no 246,‎ juin 1979, p. 44-50 (ISSN 0045-6926).
- (en) Philippe Rège, Encyclopedia of French Film Directors, vol. 1, Scarecrow Press, 2010 (ISBN 978-0810861374), p. 814.
- Nicolas Stanzick, « Midi Minuit : d’une salle créatrice de cinéphilie au film d’un cinéphile », dans Collectif, Le cinéma fantastique en France : 1897-1982, Scope, 2012 (ISBN 978-2912573612), p. 39-55.

#### Sur le parolier
- Jean Viau, Guidoni & Juliette : Crimes féminines, Paris, Les Belles Lettres, 2004, 208 p. (ISBN 2-251-44255-3), « Les masques noirs de Pierre Philippe », p. 175-185.
- Pierre Philippe, L'Air et la Chanson, Paris, Grasset, 2003, 384 p. (ISBN 2-246-63601-9).
- Pierre Philippe, Le rouge, le rose, Saint-Cyr-sur-Loire, Christian Pirot, 2004, 288 p. (ISBN 978-2868081841).